# Бюг-Жаргаль
«Бюг-Жарга́ль» (фр. Bug-Jargal) — первый роман Виктора Гюго, написанный им за два года до «Гана Исландца», в 1818 году. Согласно авторскому предисловию 1826 года, «первоначальный набросок этого небольшого сочинения был отпечатан и распространён в ограниченном количестве экземпляров ещё в 1820 году», однако пять лет спустя роман был значительно переработан, а ещё годом позже издан вновь. События произведения развиваются на фоне восстания негров 1791 года во французской колонии Сан-Доминго. Роман создавался на основе существовавших документов, рассказов очевидцев, газетных статей, в «Бюг-Жаргале» помимо вымышленных героев присутствует ряд реальных лиц — предводитель негритянской армии Биасу, вожди мулатов Оже, Риго и другие.